# Sulaiman Abu Ghaith
Sulaiman Abu Ghaith (arabiska سليمان بوغيث), född 1965, är al-Qaidas talesman. Attacken mot World Trade Center den 11 september 2001 i New York försvarades av Sulaiman Abu Ghaith i en videofilm från 2001.